# Nesztór (Néleusz fia)
Nesztór (görög betűkkel Νἐστωρ) görög mitológiai alak, bölcsességéről híres, magas kort megért püloszi király volt, aki mind az Iliaszban, mind az Odüsszeiában szerepel.

## Származása, családja
Apja Néleusz, a triphüliai Pülosz királya, anyja pedig Khlorisz, egy orkhomenoszi királylány vagy thébai asszony volt. Tizenegy fivérét Héraklész mészárolta le, miután Néleusz megtagadta a megtisztítását egy gyilkosságot követően; Nesztór csupán azért menekült meg a hérósz haragja elől, mert Pülosztól távol keresett menedéket. Később barátságot kötött Héraklésszel, amiben szerepet játszott, hogy nem vett részt Gérüón marháinak ellopásában. Héraklész ezért Messzénével jutalmazta meg. Kilenc gyermeke született Eurüdiké vagy Anaxibia nevű feleségétől (egyes szerzők szerint utóbbit Eurüdiké halála után vette feleségül): Peiszidiké, Polükaszté, Perszeusz, Sztratiosz, Arétosz, Ekhephrón, Peiszisztratosz, Antilokhosz és Thraszümédész.
Leszármazottak:
- Az i. e. 6. századi athéni arisztokrata türannisz, Peiszisztratosz családja Nesztór hasonló nevű fiától származtatta magát.
- Alkmaiónidák athéni nemesi család a mitológiai Alkmaióntól, Nesztór ükunokájától eredeztették származásukat.

## Hőstettei
Fiatalon jeles harcos volt, az árkádiaiak ellen harcolva Ereuthaliont, az élisziekkel küzdve pedig Itümoneuszt ölte meg, nagy zsákmányt szerezve. Ezután az élisziek megtámadták a Püloszhoz tartozó Thrüoesszát, Néleusz pedig nem akarta, hogy fia harcba menjen, ezért elzáratta előle a lovait. Nesztór mégis harcba vonult, és gyalogszerrel is fényes diadalt aratott a támadók felett. Részt vett a lapithák kentaurok elleni harcában, valamint a kalüdóni vadkanvadászaton a vadászcsapatban. Az argonauták egyikeként elkísérte Iaszónt Kolkhiszba, az aranygyapjú megszerzésére indított expedíciójára.
Az Iliasz tudósítása szerint Odüsszeusszal karöltve közösen győzték meg Akhilleuszt és Patrokloszt, hogy vegyenek részt a trójai háborúban. Az idős Nesztór ezután hatvan hajóval indult Ilion ellen Püloszból két fia, Antilokhosz és Thraszümédész kíséretében. Az évtizedes ostrom során háborús tapasztalataival, bölcsességével, igazságosságával és ékesszólásával tűnt ki, de ekkor még mindig jó erőben volt, és csapatait maga vezette a csatába harci szekerén. Különösen a csatarend kialakításában volt járatos. A háború során elvesztette Antilokhosz nevű fiát. A háború végeztével Diomédész és Menelaosz társaságában indult vissza hazájába.

## A trójai háború után

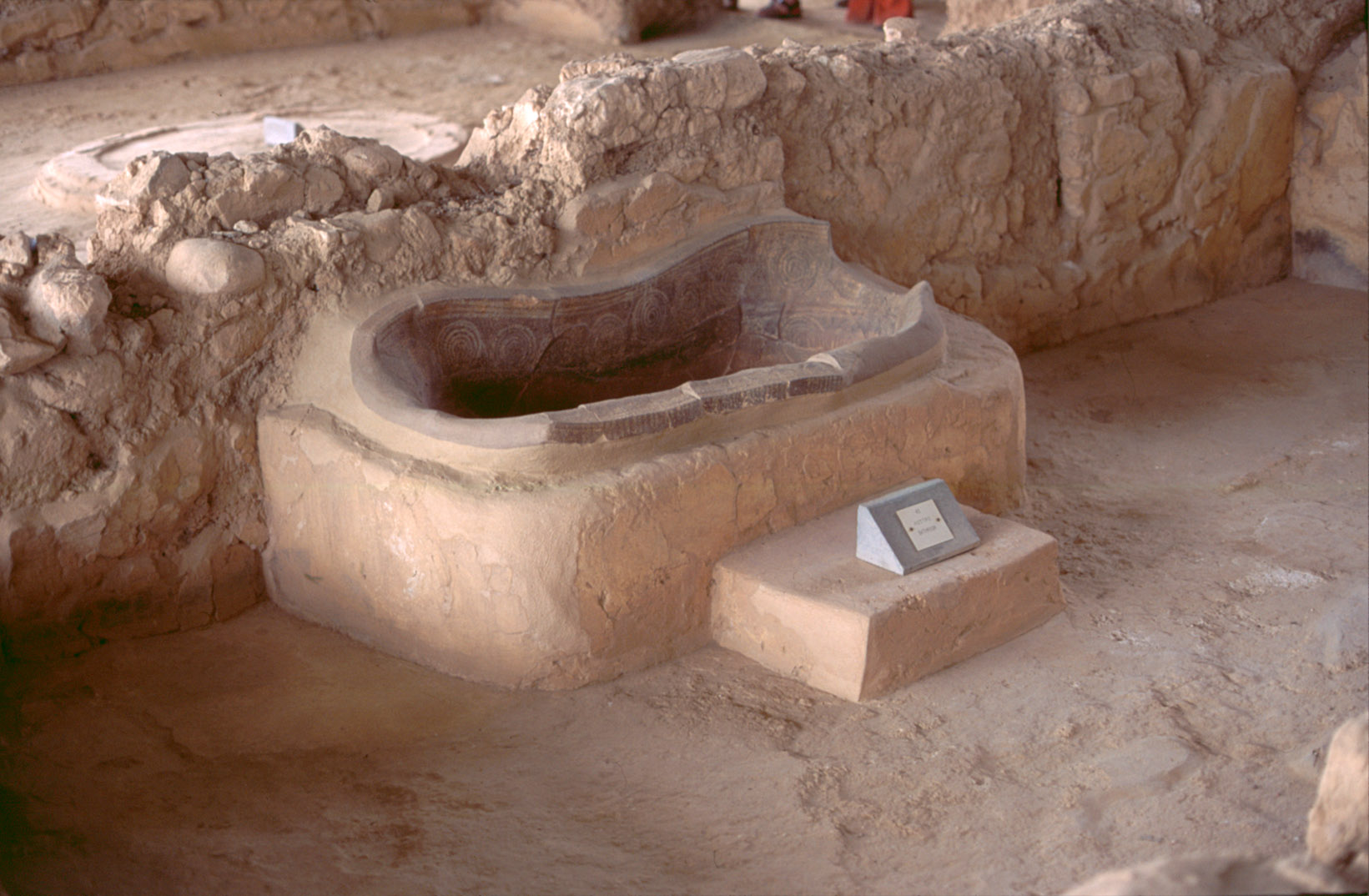
„Nesztór fürdőkádja”, kád a püloszi palota romjai között

Nesztór a mítoszok szerint magas kort ért meg, három generáción át uralkodott, amiért már-már isteni tekintéllyel rendelkezett. Zeusz kegyét élvezve a trójai háború után békés, boldog öregkort ért meg bátor és eszes gyermekei körében. Körükben kereste fel őt Télemakhosz, Odüsszeusz fia, hogy távollévő apja után érdeklődjön nála. Nesztór tisztelettel fogadta, de felvilágosítással nem tudott szolgálni, és a spártai Menelaoszhoz irányította tovább az ifjút.

## Régészeti emlékek
A Püloszban feltárt, i. e. 13. századi palotát Nesztór palotájának szokás nevezni.